# Tipula (Pterelachisus) trivittata trivittata
Tipula (Pterelachisus) trivittata trivittata is een ondersoort van de tweevleugelige Tipula (Pterelachisus) trivittata uit de familie langpootmuggen (Tipulidae). De ondersoort komt voor in het Nearctisch gebied.